# Pomerape
Der Pomerape (6222 m) ist ein erloschener Schichtvulkan an der Grenze zwischen Chile und Bolivien im Gebiet der Atacamawüste. Er liegt im  Nationalpark Lauca 145 km östlich von Arica in der West-Kordillere der Zentral-Anden. Zusammen mit dem Vulkan Parinacota, der südwestlich von ihm liegt, bildet er den Payachata-Komplex.
Der Gipfel des Pomerape kann relativ einfach als Tagestour von dem unter ihm in 4200 m Höhe gelegenen Dorf bestiegen werden. Dieses erreicht man entweder von Chile aus Arica (Busverbindung nach La Paz, aber ohne ausreichende Akklimatisation nicht zu empfehlen) oder von La Paz.
Man kann sich aus dem Dorf, das nur einfache Übernachtungsmöglichkeiten bietet, bis auf ca. 5000 m mit dem Geländewagen hinauffahren und auf den Gipfel führen lassen.